# Vesicularia rootii
Vesicularia rootii är en bladmossart som beskrevs av Brotherus 1909. Vesicularia rootii ingår i släktet Vesicularia och familjen Hypnaceae. Inga underarter finns listade i Catalogue of Life.